# Quercus phanera
Quercus phanera — вид рослин з родини букових (Fagaceae), ендемік південно-східного Китаю.

## Опис
Це дерево до 25 метрів заввишки. Гілочки запушені, стають безволосими. Листки шкірясті, від довгасто-еліптичних до зворотно-яйцюватих, 5–15 × 2–6 см; основа клиноподібна, коса; верхівка з коротким, тупим кінчиком; край зубчастий на верхівковій половині; верх блискучий зелений; низ блідіший; обидві сторони без волосся; ніжка 10–18 мм. Жіночі суцвіття 5 мм, зазвичай з 1 квіткою. Жолуді від циліндричних до еліпсоїдних, завдовжки 30–40 мм, ушир 20–25 мм; чашечка неглибока, завдовжки 10–15 мм, ушир 18–25 мм, охоплює 1/4 горіха, з 8–12 концентричними кільцями зубчастими на краю; дозрівають другого року.

## Середовище проживання
Ендемік південно-східного Китаю (Гуансі, Хайнань); росте в змішаних мезофітних лісах гір на висотах від 900 до 2000 метрів.

## Використання й загрози
Точне використання невідоме, але воно може бути вразливим до незаконних рубок та збору дров. Виду, ймовірно, загрожує місцева заготівля дров, розчищення земель, спалення та загальне перетворення земель. Вид трапляється в природних лісових районах провінції Хайнань, яким загрожує руйнування середовища проживання.